# قرار مجلس الأمن التابع للأمم المتحدة رقم 337
قرار مجلس الأمن التابع للأمم المتحدة رقم 337، الذي اتخذ بالإجماع في 15 أغسطس 1973، أدان المجلس دولة إسرائيل لتحويل مسار شركة طيران لبنانية من المجال الجوي اللبناني والاستيلاء عليها بعد ذلك. واعتبر المجلس هذه الإجراءات انتهاكا لاتفاقات الهدنة لعام 1949 ذات الصلة، وقرار مجلس الأمن لعام 1967 لوقف إطلاق النار، وأحكام الميثاق، والاتفاقيات الدولية المتعلقة بالطيران المدني، ومبادئ القانون والأخلاق ذاتها.
ويستمر القرار لدعوة منظمة الطيران المدني الدولي إلى النظر في اتخاذ تدابير مناسبة لحماية الطيران المدني، وإيقاف إسرائيل عن أي هجمات أخرى من شأنها أن تنتهك سيادة لبنان والطيران المدني الإقليمي. وذكر المجلس أنه إذا كررت إسرائيل أفعالاً مماثلة، فسينظر في اتخاذ خطوات مناسبة لإنفاذ قراراته.